# Specialisté na vraždy
Specialisté na vraždy (v německém originále Die Cleveren) je německý kriminální seriál, jehož natáčení započalo roku 1998 a bylo ukončeno roku 2006. Pilotní díl byl poprvé odvysílaný na kanálu RTL dne 10. března 1998.

## Hlavní postavy
Hlavními aktéry seriálu jsou Dr. Dominik Born (Hans Werner Meyer), který je specialistou na nejrůznější typy psychopatů, sociopatů apod. a zároveň nejlepším profilogem v Německu. Jeho spolupracovníkem je detektivka Eva Glaserová (Astrid M. Fünderich), která je taktéž ve svém oboru mistr a společně tak řeší ty nejvážnější případy, které se v Německu odehrávají, s čímž jim pomáhá koronerka Konstanze Kordaová (Barbara M. Ahren).
Astrid M. Fünderich si v seriálu zahrála až do roku 2002, kdy ji vystřídala Delia Mayer v roli nové komisařky Isabely Beckerové. Tu zase v šesté řadě se nahradila Esther Schweins v roli Katrin Raschové.

## Galerie herců

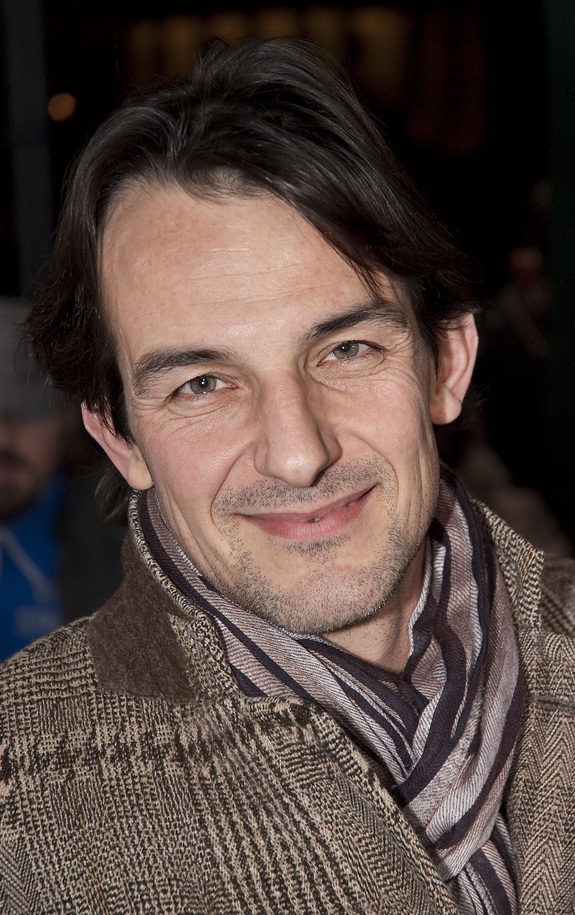
Hans-Werner Meyer, který ztvárnil Dr. Dominika Borna.
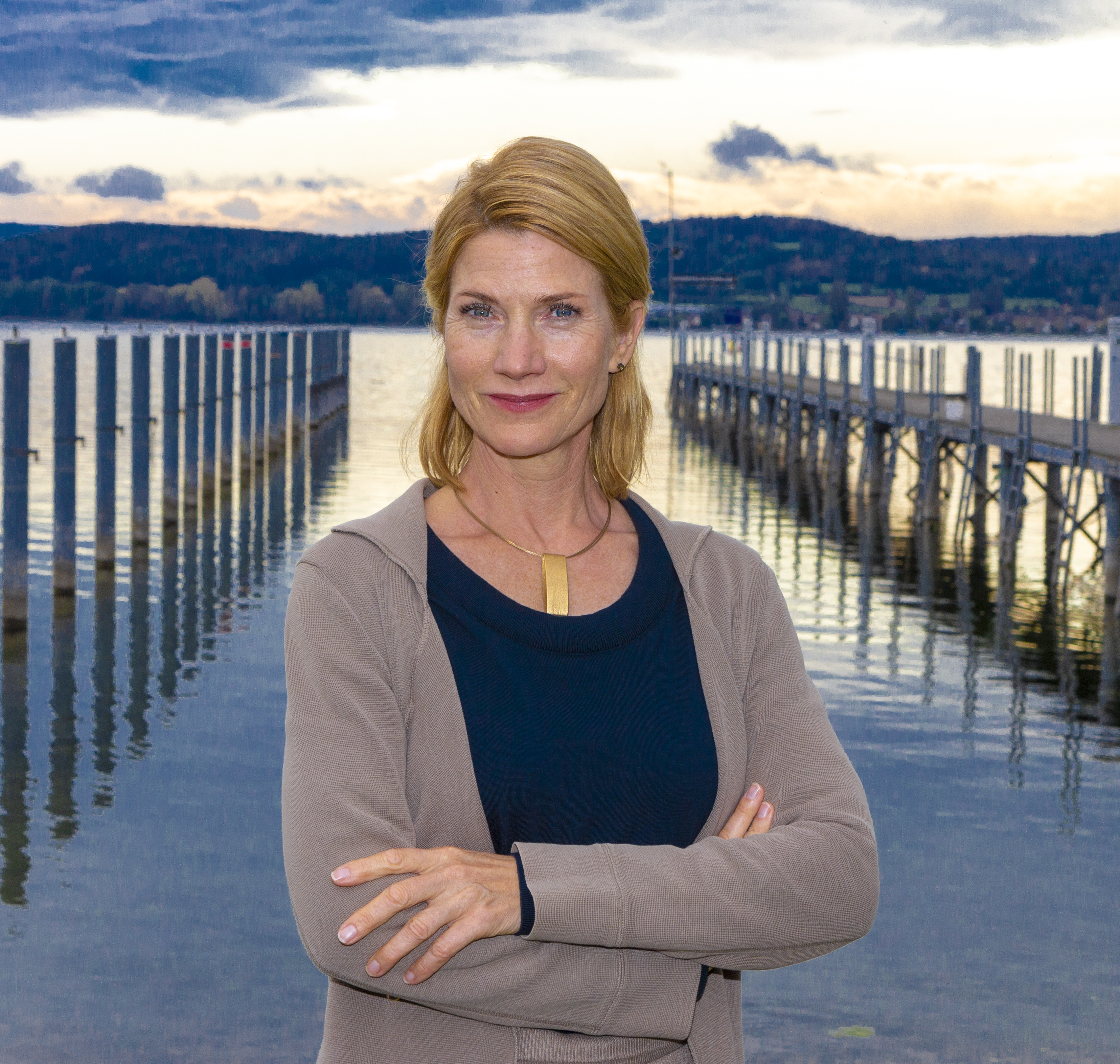
Astrid M. Fünderich, která ztvárnila detektivku Evu Glaserovou.
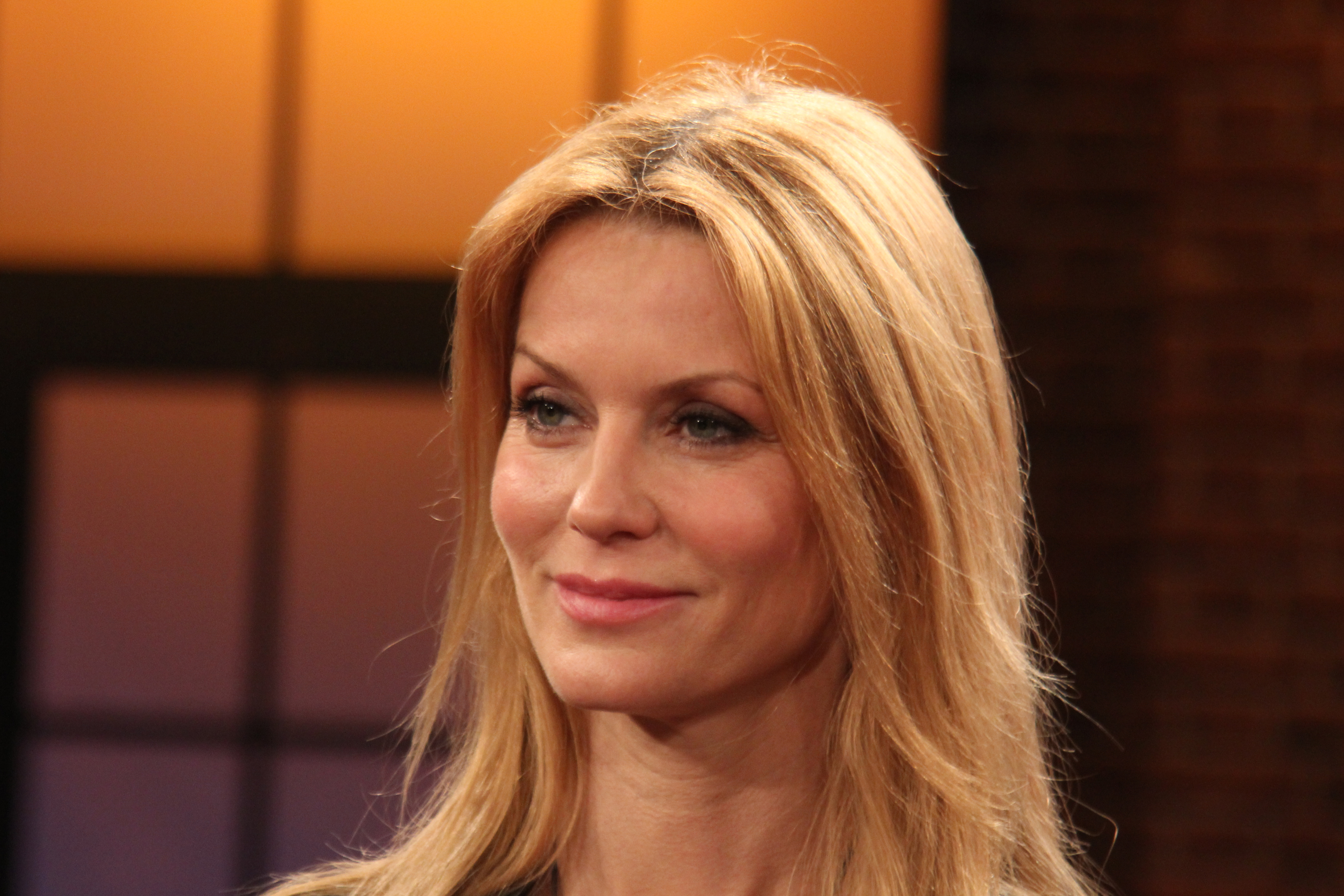
Esther Schweins ztvárnila roli Katrin Raschové.

## České znění
V českém znění seriálu účinkovali Petr Svoboda, Zlata Adamovská, Valerie Zawadská, Dana Černá a Stanislava Jachnická.